# شهرستان سیمیتلی
شهرستان سیمیتلی (به بلغاری: Simitli Municipality) یک شهرستان در بلغارستان است که در استان بلاگووگراد واقع شده‌است.